# Chitară portugheză

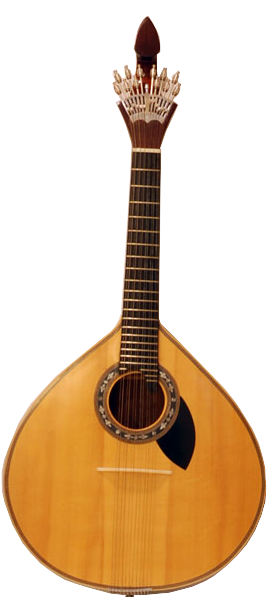
Chitară portugheză Coimbra

Chitara portugheză (în portugheză Guitarra Portuguesa) nu este o chitară, ci o cistră, un instrument cu coarde ciupite din familia lăutelor cu gât. Ca dimensiune este mai mică decât o chitară clasică, are un corp din lemn în formă de pară și 6 corzi duble din sârmă de oțel iar capul chitarei este în formă de evantai (coadă de păun). 
Chitara portugheză este mai degrabă un instrument muzical urban, răspândit în principal în capitala Lisabona și în orașul universitar Coimbra, fiind folosită în principal în muzica fado ca instrument de acompaniament și ca instrument solo.

## Istoric
Chitara portugheză cunoscută acum a suferit modificări tehnice considerabile în ultimul secol (dimensiuni, sistem de acordare mecanic etc.) deși a păstrat același număr de cursuri, acordarea coardelor și tehnica degetelor caracteristice acestui tip de instrument.
Este un descendent al citolei medievale, bazată pe dovezile utilizării sale în Portugalia încă din secolul al XIII-lea (cunoscută pe atunci ca „cítole” în portugheză) în cercurile trubadurilor și menestrelilor și în perioada Renașterii, deși inițial a fost limitată la nobilii din cercurile de curte. Mai târziu a devenit populară și s-au găsit referiri la cistrele care erau folosite în teatru, în taverne și frizerii în special în secolul al XVII-lea și al XVIII-lea.

## Tipuri

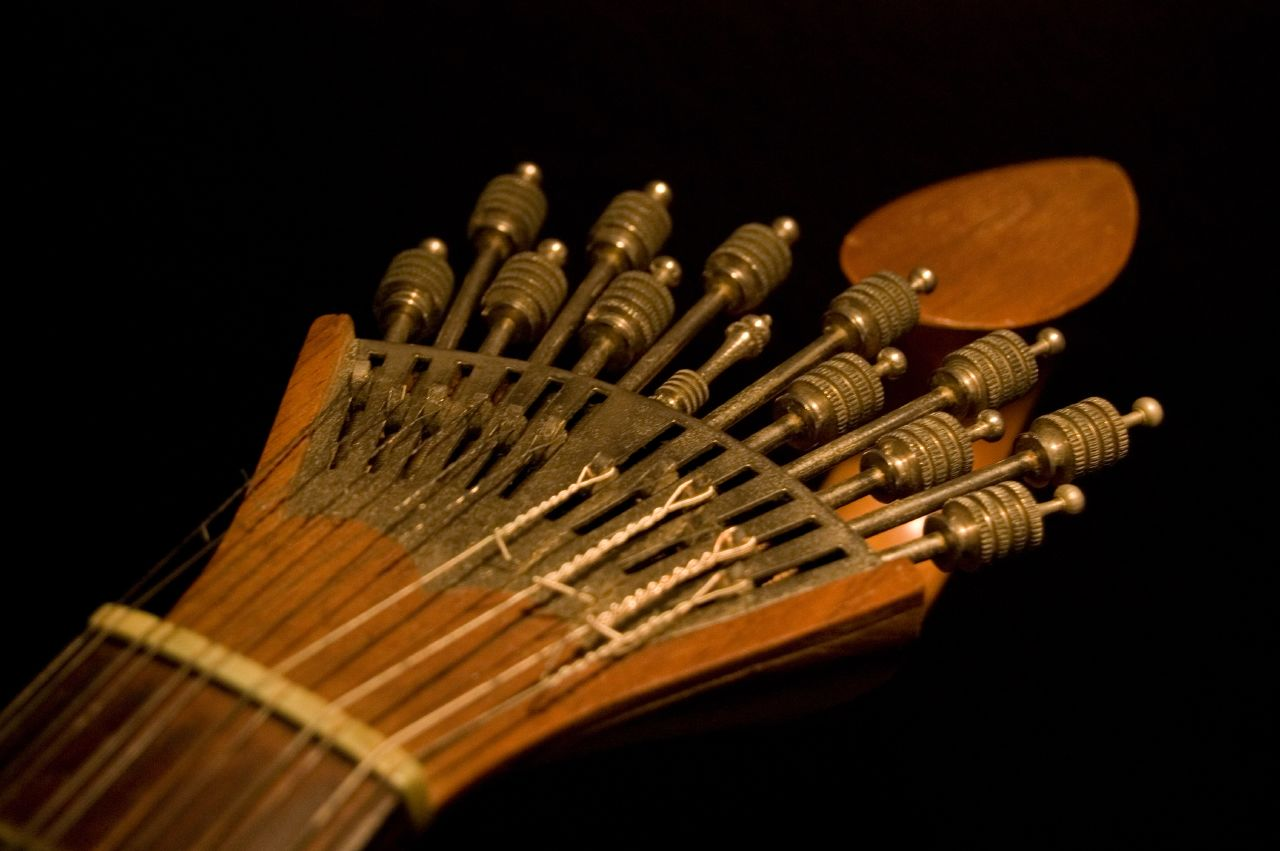
Cap de chitară portugheză

Există două tipuri de chitare portugheze moderne, un model Coimbra și altul Lisboa (Lisabona). Modelele diferă ca dimensiune, având de regulă 445 mm lungime de corzi libere la chitarele Lisabona și 470 mm la chitarele Coimbra. Pe de altă parte, modelul Lisabona, are corpul mai lat decât lung. 
Corpul are cutia de rezonanță cu fața și baza paralele și drepte executate din lemn de rezonanță (molid de rezonanță), fața având rozeta de forma rotundă.
Tipul de decorații, precum și designul capului și al tastierei sunt diferite.
Chitarele Lisabona folosesc de obicei un profil de gât mai îngust. Ambele modele au un timbru foarte distinct, modelul Lisabona având un sunet mai luminos și mai rezonant, iar alegerea modelului este în funcție de preferințele fiecărui chitarist.

## Tehnica de interpretare
Multă vreme, la chitara portugheză s-a acționat cu unghiile, dar actual se folosesc mai ales unghiile artificiale (fingerpicks), numite unhas (postiças) în portugheză. Se face o distincție între două tehnici diferite de ciupire, care în portugheză se numesc dedilho și figueta. În tehnica dediho, corzile sunt ciupite doar cu unghia degetului arătător, cu tehnica figueta se folosesc alternativ degetul mare și arătător.

## Chitariști de seamă

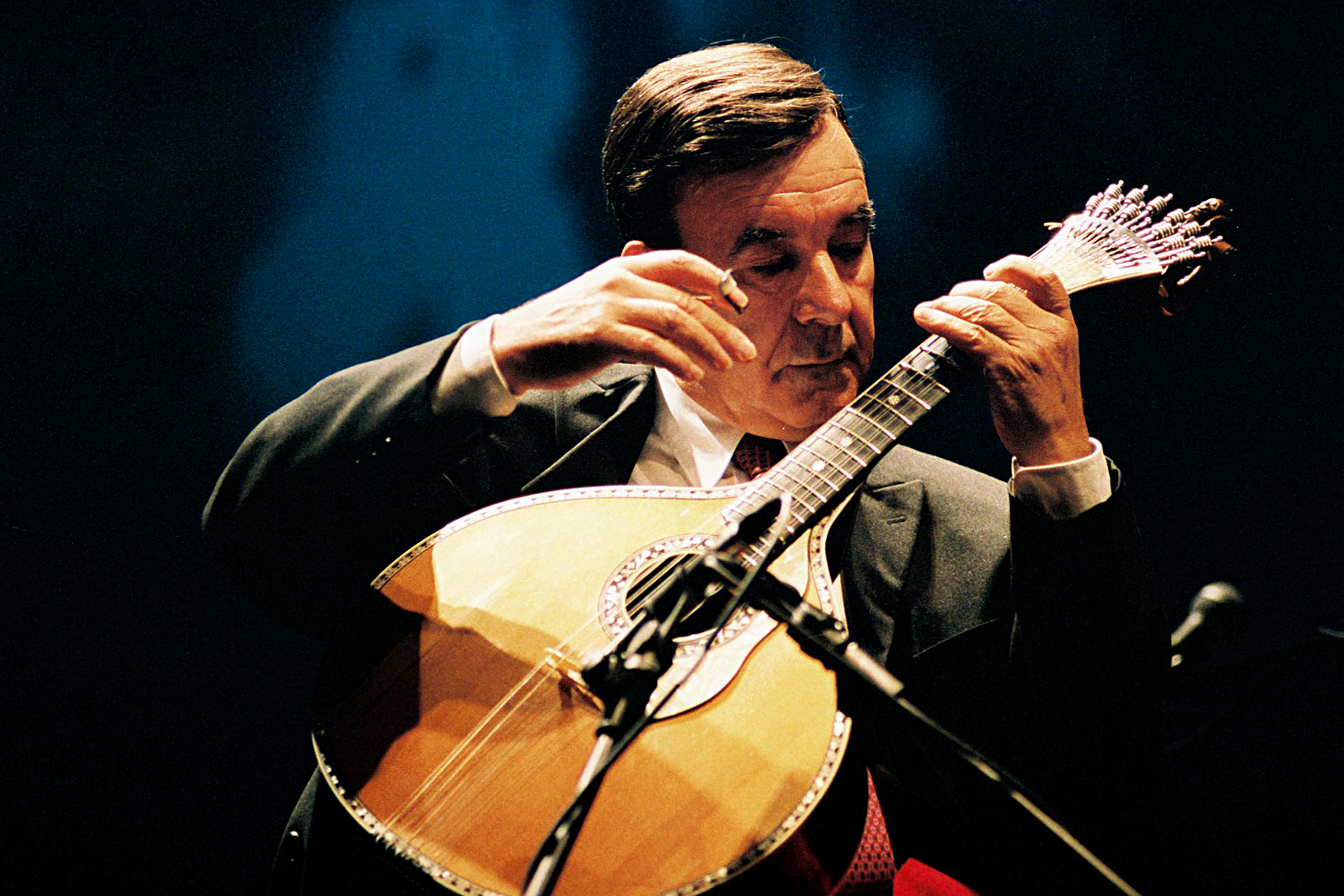
Compozitorul António Chainho cu a sa chitară portugheză de Lisabona

Gonçalo Paredes și Flávio Rodrigues, printre alții, au fost cei mai respectați compozitori ai secolului al XX-lea în stilul tradițional de solist. Ulterior, Artur Paredes a venit cu abordarea și interpretarea personală pe chitara portugheză, extinzând varietatea instrumentului, repertoriul, expresivitatea, tehnica de interpretare și în colaborare cu constructorii, chiar îmbunătățind acustica instrumentului. Lucrând cu familia de constructori Grácio din Coimbra, Paredes a adus instrumentul în epoca modernă, unde rămâne și astăzi, perfect actual.
De asemenea, trebuie făcută referire la rolul fundamental jucat de Pedro Caldeira Cabral în promovarea chitarei portugheze ca instrument solo la nivel internațional și în Portugalia la diferite niveluri, și anume în compilarea și publicarea „A Guitarra Portuguesa”, publicată de Ediclube iar în compoziție, în aranjamentele și interpretarea repertoriului erudit pentru chitara portugheză.

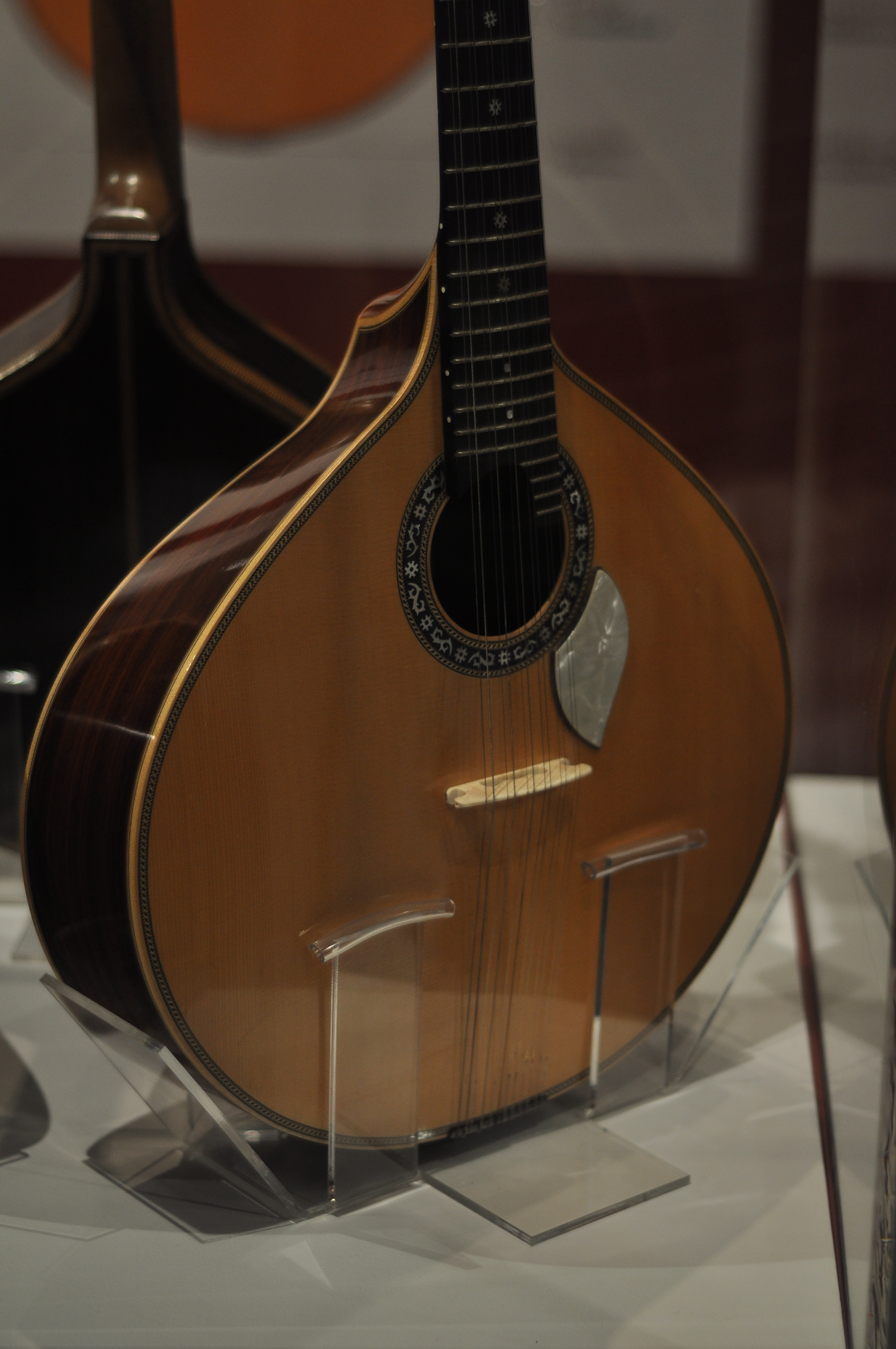
Chitară portugheză Lisboa

Amintim câțiva interpreți renumiți de chitară portugheză:
- Álvaro Martins
- Custódio Castelo
- António Chainho
- Bernardo Couto
- Jorge Fontes (1935 - 2010)
- Luís Guerreiro
- Raul Nery
- José Manuel Neto
- Carlos Paredes
- António Parreira
- Gentil Ribeiro
- Fontes Rocha
- Ricardo Rocha